# Lessertia glabricaulis
Lessertia glabricaulis är en ärtväxtart som beskrevs av Harriet Margaret Louisa Bolus. Lessertia glabricaulis ingår i släktet Lessertia och familjen ärtväxter. Inga underarter finns listade i Catalogue of Life.